# Estação Lapa (Salvador)
A Estação Lapa é uma das estações do Metrô de Salvador. Está situada na Praça Carneiro Ribeiro, no bairro de Nazaré, em Salvador. A estação seguinte mais próxima é a Estação Campo da Pólvora. É uma das duas estações finais da Linha 1 do sistema metroviário.
Foi inaugurada em 11 de junho de 2014 juntamente com outras três estações da linha. É a estação mais próxima do Centro.
A estação tem 4 075,82 metros quadrados de área construída em trecho subterrâneo com integração a um terminal de ônibus urbano. Possui uma plataforma central de embarque/desembarque. Na cobertura da estação existe uma claraboia, permitindo a passagem de luz natural até a via e plataforma de embarque/desembarque.